# Bondorf
Bondorf er en kommune i Landkreis Böblingen i den tyske delstat Baden-Württemberg. Det er den sydligste by i Regierungsbezirk Stuttgart og i Region Stuttgart.

## Geografi
Bondorf ligger i landskaberne Korngäu og øvre Gäu, 10 km syd for Herrenberg, 16 km nordøst for Horb am Neckar og 10 km nordvest for Rottenburg am Neckar; Bondorf ligger 45 km sydvest for Stuttgart.

### Inddeling
I kommunen ligger ud over Bondorf, landsbyerne Haitinger Höfe, Herdweghöfe, Hohenreutin, Niederreutin, Weildorf og Wurmfeld samt bebyggelserne Schorre og Uffhofen.

## Historie
Bondorf nævnes første gang i 1150 i en skrivelse fra Klosters Reichenbach. Området var allerede beboet i Romertiden, og i 1975 udgravede man Villa rustica (se nedenfor). Bondorf har været ude for flere alvorlige bybrande, og i 1559 brændte næsten hele byen , inklusiv kirken, ned.
I nazitiden var der ved Bondorf en flyveplads for natjagere, bygget af tvangsasrbejdere fra koncentrationslejrene Hailfingen-Tailfingen der var afdelinger af Natzweilerlejren. Mange døde under arbejdet, og en massegrav med 72 ofre er fundet ved landingsbanen.

## Villa rustica
Den romerske bebyggelse Villa rustica har været kendt siden det 19. århundrede, og blev udgravet i hele sin udstrækning i 1975. Med en udstrækning på 2,5 ha og 12 bygninger hørte bebyggelsen fra midten af det 2. århundrede til de største bebyggelser i sydvesttyskland. Ud over hoved- og badebygninger er der et tempel værksteder en stald, og andre udbygninger i anlægget.
Resterne af „Villa rustica“ ved Bondorf ligger nu under motorvejsafkørslen Rottenburg/Bondorf på Bodenseeautobahn A 81.